# Fráter Alajos
Fráter Alajos érkeserűi és bélmezei (Érselénd, 1809 – Érselénd, 1859) magyar honvédszázados volt az 1848–49-es forradalom és szabadságharc idején.

## Élete
A római katolikus földbirtokos Fráter családból származott, apja Fráter József. A fiú, Alajos 1848. augusztus 19-én kapcsolódott be a szabadságharcba századosi rangban Bihar megye I. mozgósított nemzetőrzászlóaljánál a bánsági terület hadszínterén. 1848 novemberétől az 55. honvédzászlóaljban századával végigharcolta az erdélyi hadjáratot. Végül 1849. július 20-án a Vöröstoronyi-szorosból a Havasalföldre szorították ki, a törökök előtt tették le a fegyvert.
Török száműzetésbe vonult, ahol Kossuth Lajos egyik testőreként teljesített szolgálatot Sumlától Kutahiáig. Fráter Alajos mindvégig Kossuth mellett maradt, Londonba, majd Amerikába is vele ment, újra többekkel amerikai körútján is elkísérte. Kossuth 1852. július 14-én hagyta el Amerikát örökre. Az amerikai magyar emigránsoknak majdnem teljesen kezdettől fogva saját maguknak kellett gondoskodni megélhetésükről. Török Lajos, Bíró Ede, Fráter Alajos feltalálták magukat New Yorkban, megnyitották A három magyarhoz (=To the three Hungarian) nevű kocsmát. Mégsem vált be ez az életforma, Bíró Ede 1854-ben, Török Lajos 1857-ben, Fráter Alajos 1858-ban tért haza. Itthon Fráter Alajost internálták szülőhelyére. 1859-ben érte a halál.